# Bessam Ahmed
Cheikh El Khalil Moulaye Ahmed znany jako Bessam Ahmed (ur. 4 grudnia 1987 w Az-Zuwajrat) – mauretański piłkarz grający na pozycji prawego obrońcy. Od 2020 jest zawodnikiem klubu FC Nouadhibou.

## Kariera klubowa
Swoją karierę piłkarską Ahmed rozpoczął w klubie ACS Ksar. W 2010 roku zadebiutował w jego barwach w pierwszej lidze mauretańskiej. W sezonie 2012/2013 wywalczył z nim wicemistrzostwo Mauretanii, a w sezonie 2013/2014 zdobył z nim Puchar Mauretanii.
W 2014 roku Ahmed został piłkarzem algierskiego JS Kabylie. Na początku 2015 przeszedł do innego klubu z Algierii, CS Constantine. Natomiast w sezonie 2016/2017 najpierw grał w libańskim Al-Ansar Beirut (wywalczył z nim mistrzostwo i Puchar Libanu, a następnie w FC Nouadhibou, z którym sięgnął po Puchar Mauretanii. Jesienią 2017 występował w libijskim Al-Hilal Benghazi, a wiosną 2018 w FC Nouadhibou, z którym wywalczył dublet - mistrzostwo i Puchar Mauretanii.
W 2018 roku Ahmed odszedł do tunezyjskiego AS Gabès, w którym grał przez rok. W sezonie 2019/2020 przeszedł do saudyjskiego Al-Khaleej. W 2020 wróćił do FC Nouadhibou. W sezonach 2020/2021 i 2021/2022 został z nim mistrzem Mauretanii.

## Kariera reprezentacyjna
W reprezentacji Mauretanii Ahmed zadebiutował 2 marca 2013 w zremisowanym 0:0 towarzyskim meczu z Gambią, rozegranym w Bakau. W 2019 roku został powołany do kadry na Puchar Narodów Afryki 2019. Na tym turnieju był podstawowym zawodnikiem i rozegrał trzy mecze grupowe: z Mali (1:4), z Angolą (0:0) i z Tunezją (0:0).